# Gazi Husrev-begova medresa

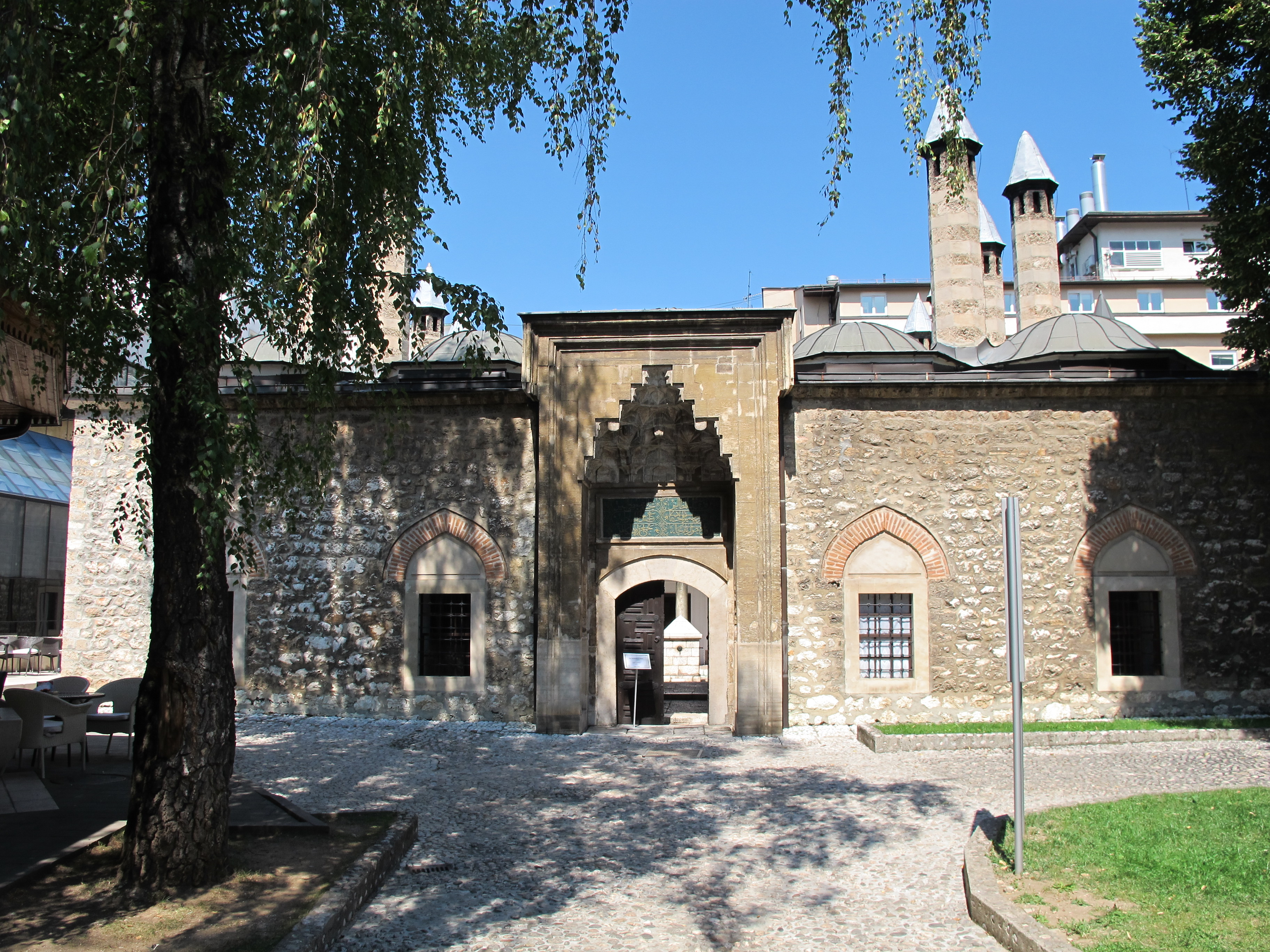
Gazi Husrev-begova medresa

Gazi Husrev-begova medresa je nejstarší střední teologická škola v Sarajevu.

## Dějiny
Medresa, vyšší islámská teologická škola, byla založena 8. ledna 1537 v Sarajevu osmanským místodržícím v Bosně Gazi Husrev-begem. Od samého začátku byla financována Gazi Husrev-begovým vakufem, islámskou nadací. Budovu medresy v centru Sarajeva navrhl osmanský architekt perského původu Acem Ali a roku 1537 ji postavili dubrovničtí a sarajevští zedníci, kameníci a kováři. Vzhledem k zastřešení medresy pomocí litého olova škola dostala název Kuršumlija (kurşun je turecky olovo). Součástí medresy byl Hanikah (dervišský internát) a kutubhana (knihovna). Za osmanské vlády školou prošly odhadem tisíce mladíků různého etnického původu, Bosňáci, Albánci, Arabové a Turci.
Za rakousko-uherské okupace se škola etablovala jako nižší střední škola, na kterou do jisté míry navazovala Šarí‘atská soudní škola (Šeriatska sudačka škola) v Sarajevu, zřízená roku 1881 a otevřená o šest let později. Před první světovou válkou došlo k významné reorganizace školy; roku 1913 k ní byl připojen i Daru-l-muallimin, mužský islámský učitelský ústav, definitivně uzavřený ve školním roce 1919/1920. Poté 22. prosince 1921 došlo i k oficiálnímu spojení medresy a hanikahu pod názvem Gazi Husrev-begova medresa. V této době do školního vzdělávacího plánu ve větší míře pronikly i světské předměty (mj. matematika, zeměpis, přírodopis, krasopis, kreslení a bosenský jazyk). Tendence modernizovat islámské vyšší školství se tehdy mimo jiné projevila ve vzniku osmileté okružní medresy v Sarajevu (otevřena na podzim 1917 a po reorganizaci Gazi Husrev-begovy medresy rozpuštěna) a osmiletého Šarí‘atského gymnázia v Sarajevu (1918–1945), které financoval přímo stát. Roku 1933 k medrese přibyla ženská sekce, od roku 1940 jako Gazi Husrev-begova dívčí medresa (Gazi Husrev-begova ženska medresa).

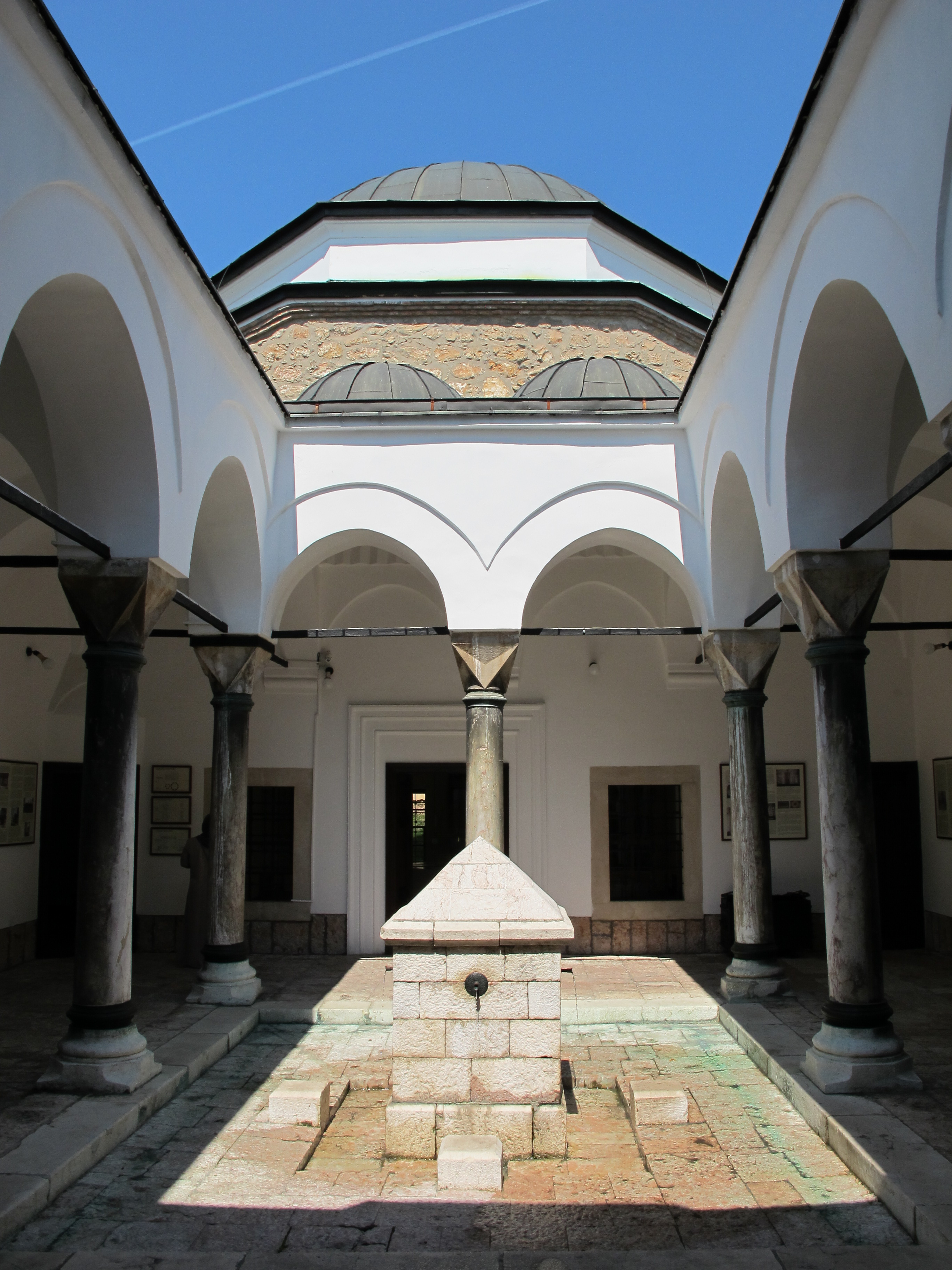
Gazi Husrev-begova medresa, dvůr s kašnou

V souvislosti s další reorganizací islámského školství v Jugoslávii se Gazi Husrev-begova medresa roku 1939 prakticky stala střední odbornou školou, která měla poskytovat ucelené islámské vzdělání budoucím džamátským (obecním) imámům, učitelům náboženství a dalším přidruženým profesím. Organizačně se výuka členila na dva čtyřleté cykly. V letech 1930–1932 se objevily snahy vybudovat v rámci školy i vyšší medresu (Alijja), ale od nového programu bylo po dvouletém zkušebním období upuštěno. Vedle medresy od roku 1937 v Sarajevu působila Vyšší šarí‘atsko-teologická škola (uzavřena 1945), vyhrazená pro vyšší duchovní činitele. Od školního roku 1940/1941 byl absolventům medresy umožněn zápis na filozofickou fakultu v Záhřebu.
V důsledku německé invaze v dubnu 1941 škola pozastavila činnost, aby poté od srpna 1941 do roku 1945 dočasně přesídlila do budovy zvané Đulagin dvor, postavené roku 1897 pro potřeby Gazi Husrev-begova mektebu (islámské základní školy). Po druhé světové válce v důsledku politickým změn a zavedení komunistické vlády v Jugoslávii došlo k rapidnímu omezení islámského vzdělávání, a tak vedle sarajevské medresy ve federaci působila pouze Alauddinova medresa v Prištině (Medreseja Alauddin Prishtinë), znovuotevřená roku 1951. Nedlouho po příchodu komunistů k moci došlo ke zrušení dívčí školy (11. 6. 1949) a zavedení společné výuky pro obě pohlaví, nadto medresu z materiálních důvodů opustili mnozí pedagogové i studenti. Až do poloviny 60. let škola hmotně živořila, v letech 1948–1954 a poté 1960–1962 z ní nevyšel jediný maturant. Roku 1963 instituce přišla o status státem uznané střední školy a zároveň se doba výuky zkrátila z osmi let na pět.
Neutěšený stav v medrese v lednu 1972 vedl ke stávce žáků, kteří požadovali odvolání jejího ředitele Abdullaha Derviševiće, zlepšení materiálních podmínek studia a zavedení světských předmětů. Dervišević rezignoval, ale vedení Islámského společenství v Bosně a Hercegovině společně se státními bezpečnostními složkami chtěly studentskou vzpouru potlačit. Mimoto státní bezpečnost dozírala na veškerý chod školy a sebemenší náznaky nesouhlasy s vládnoucím režimem tvrdě trestala. Žákům se ale podařilo své požadavky uveřejnit v srbských novinách – ty bosenskohercegovské je ignorovaly –, a tak sarajevské politické vedení přistoupilo na kompromis: vzpurní studenti nebudou vyloučeni ani jinak potrestáni, ale jejich požadavky se již nesmějí prezentovat veřejně. Stávka skončila v březnu 1972 bez jasného výsledku.
Medresa poté od konce války sídlila v dnešní sarajevské ulici Hamdije Kreševljakovića 58 (dříve Dobrovoljačka 50), aby se roku 1976 znovu vrátila do rekonstruovaného objektu Đulagin dvor, který pak od následujícího roku sdílela s Islámskou teologickou fakultou v Sarajevu. Doba politického uvolňování přinesla i možnost obnovení ženské medresy, k čemuž došlo 20. listopadu 1978. Ženská část od té doby sídlí v ulici Hamdije Kreševljakovića 58.
Roku 1968 byl na půdě medresy založen studentský časopis Zemzem, který vychází dodnes.

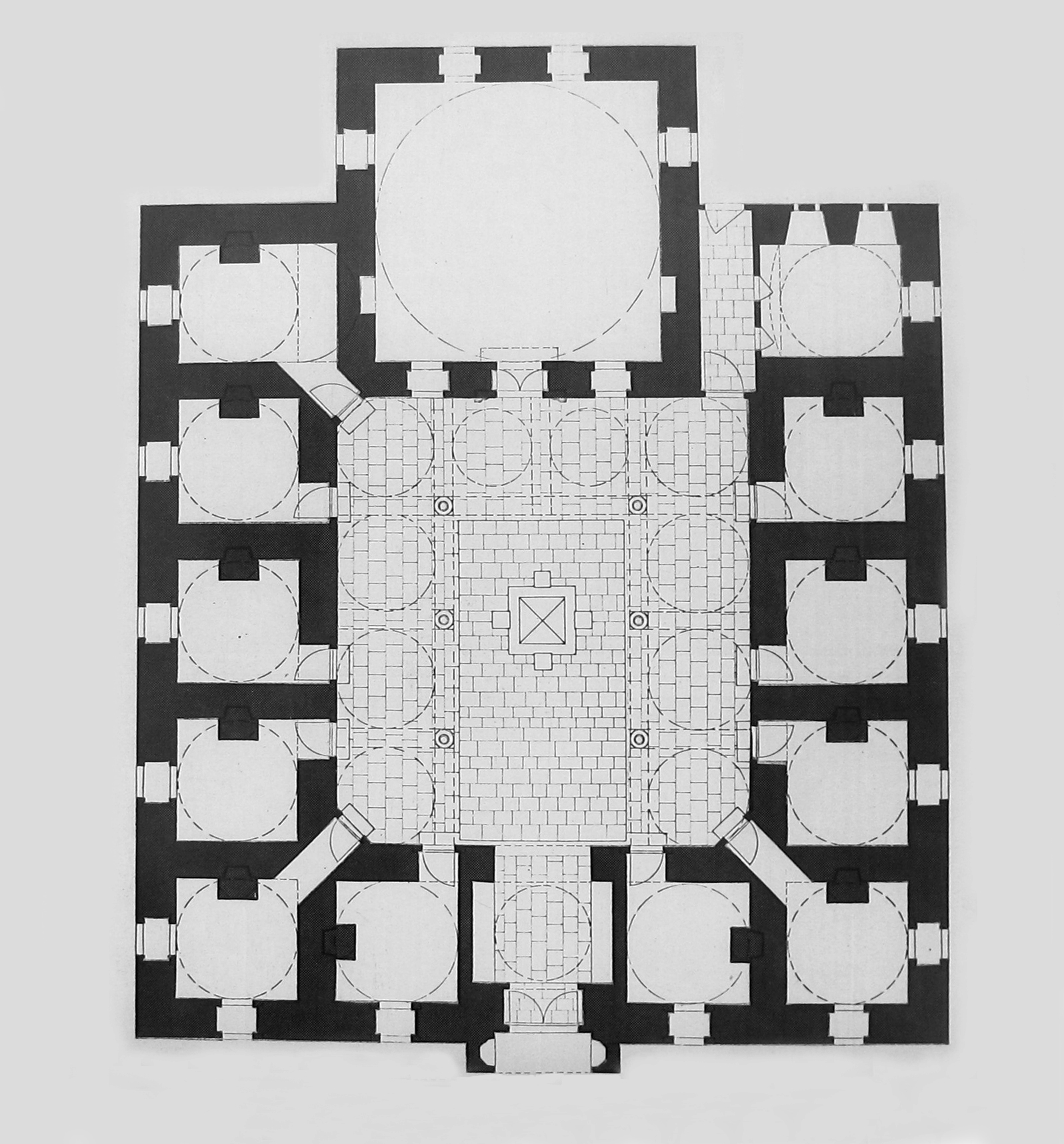
Gazi Husrev-begova medresa, půdorys staré školy

Ve školním roce 1993/1994 došlo k výraznější úpravě školního vzdělávacího programu, když vedle standardních předmětů (kira’at, aqaid, fiqh, ahlaq, tafsír, hadís, imámat, dějiny islámu, bosenský, arabský a turecký jazyk, historie, geografie, logika, filozofie, psychologie, pedagogika, sociologie aj.) přibylo více přírodovědných oborů, např. matematika, fyzika a chemie.

## Okružní medresa
Na základě nábožensko-vzdělávací ankety, která mezi muslimy proběhla roku 1912, bylo rozhodnuto o modernizaci medres v Bosně a Hercegovině. V rámci celkové reorganizace islámského vzdělávání v Sarajevu vznikla Okružní medresa – následně mělo vzniknout dalších pět v každém okruhu –, která byla zřízena jako nižší, čtyřletá střední odborná škola (od roku 1922 jako vyšší, osmiletá). První zápis do této školy byl proveden ve školním roce 1916/1917 a výuka začala o rok později. Vedle tradičních předmětů se ve škole uplatnily světské předměty, matematika, geografie, historie, fyzika, chemie a mnohé další. Vzhledem k válečným okolnostem a nedostatku financí a současně vzniku dalších dvou škol, osmiletého Šarí‘atského gymnázia a Gazi Husrev-begovy medresy, Okružní medresa byla trvale rozpuštěna. Prvním muderrisem a ředitelem medresy se stal Sakib Korkut. Roku 1920, kdy se Korkut stal poslancem, jeho místo převzal Munib Cerić.

## Ředitelé školy
Seznam ředitelů:
- 1853–1888 Mustafa Hilmi-efendija Hadžiomerović (1816–1895), hlavní či první mudarris (prvi muderis)
- 1888–1916 Mehmed Refik-efendija Muftić (1854–1916), hlavní mudarris, Hadžiomerovićův syn
- 1916–1920 Muhammed-efendija Tufo (1882–1939), hlavní mudarris
- 1920–1924 Ibrahim-efendija Imširović (1892–1967), ředitel (upravitelj, direktor) a současně druhý mudarris (drugi muderis)
- 1924–1938 Muhammed Emin-efendija Dizdar (1882–1939), ředitel a současně druhý mudarris
- 1938–1947 Ahmed-efendija Burek (1876–1948), ředitel
- 1947–1949 Muhammed-efendija Pašić (1891–1980), ředitel, 14. 2. 1949 přijata jeho rezignace, medresu dočasně vedl háfiz Ibrahim-efendija Riđanović, od 1. 4. 1949 vedení převzal Sulejman-efendija Kemura
- 1949–1958 Sulejman-efendija Kemura (1908–1975), ředitel
- 1958–1965 Mustafa-efendija Ševa (1909–1976), ředitel
- 1965–1968 Muhamed Hazim Tulić (1908–1968), ředitel
- 1969–1972 Abdullah-efendija Dervišević (1909–1981), ředitel
- 1972 pověřen výkonem funkce ředitele Ibrahim-efendija Trebinjac (1912–1982)
- 1973–1976 Mehmed-efendija Merzić (1920–1980), ředitel
- 1976–1980 Džemal-efendija Salihspahić (*1935), ředitel
- 1976 pověřen výkonem funkce ředitele Ibrahim-efendija Trebinjac
- 1980–1984? Ferhat-efendija Šeta (*1946), ředitel
- 1984?–1988? Senahid-efendija Bristrić
- 0000–0000 Rešid-efendija Bilalić (1950–2015), ředitel
- 1998–1999? Ismet-efendija Spahić (*1940), pověřen výkonem funkce ředitele
- 1999?–2015 Zijad-efendija Ljevaković (*1952), ředitel
- 2015–0000 Mensur-efendija Malkić (*1970), ředitel

## Šejchové hanikahu
- 1745–0000 Ahmed-efendija
- 0000–1765 Sabit-efendija
- 1765–1777 Ahmed-efendija
- 1777–1785 Mehmed-efendija Velihodžić (?–1785)
- 1786–0000 Ahmed-efendija
- 0000–1852 Küçük Mehmed-efendija, hanikah vyhořel a na nějaký čas přestal existovat
- 1857–1864 Mustafa
- 1864–1878 Muhamed-efendija Hadžijamaković (1814–1878)
- 1878–1880 Arif-efendija Kurt (okolo 1815–1890)
- 1880–1888 hadži Hasan-efendija Spaho (1841–1915)
- 1888–1888 hadži Omer-efendija Kršlaković
- 1888–1900 Abdullah-efendija Bajrić (?–1923)
- 1900–1921 hadži Ahmed-efendija Hadžijamaković (1870–1931)